# Mario Kern
Mario Kern (* 16. August 1969 in Riesa) ist ein ehemaliger deutscher Fußballspieler.

## Sportliche Laufbahn

### Gemeinschafts-, Club- und Vereinsstationen
Kern begann seine Karriere 1977 beim FSV Lokomotive Dresden, wechselt 1979 zur BSG Empor Tabak Dresden, die ihn 1982 zur SG Dynamo Dresden delegierte. 1984 wurde er mit der Schülermannschaft der Dresdner DDR-Meister. 1986 nahm ihn Dynamo in seine U-18-Elf auf, mit der er in der Juniorenoberligamannschaft spielte und 1988 den Titel holte. Seine ersten Schritte im überregionalen Männerbereiche machte er mit der 2. Mannschaft der Dynamos in der zweitklassigen Liga im Spieljahr 1988/89.
Zur Saison 1989/90 wurde Kern für die DDR-Oberligaelf von Dynamo Dresden nominiert. Er kam in dieser Saison jedoch nur in einem Oberligaspiel zum Einsatz. Erst am 23. Spieltag in der Begegnung 1. FC Magdeburg – Dynamo Dresden (1:1) am 5. Mai 1990 gab er sein Debüt in der höchsten Spielklasse des DDR-Fußballs, als er in der 65. Minute für Libero Frank Lieberam eingewechselt wurde. Zwei Wochen später konnte er mit seiner Mannschaft den Gewinn der DDR-Meisterschaft feiern. Aufgrund der 1989/90 eingeführten Gastspielgenehmigung für Oberligavertragsspieler in der Liga spielte er parallel zu seinen Einsätzen in Dresden in dieser Saison für die TSG Meißen und den FC Stahl Riesa.
In der letzten Saison der DDR-Oberliga 1990/91 konnte sich Kern bereits auf 15 Punktspieleinsätze steigern. In unregelmäßigen Abständen wurde er abwechselnd in der Abwehr und im Mittelfeld eingesetzt.
Nach der Wende spielte Dynamo Dresden ab 1991 in der DFB-Bundesliga. Sein erstes Bundesligaspiel absolvierte Kern am 14. September 1991 gegen SG Wattenscheid 09. In vier Jahren spielte er 68 Mal für Dynamo in der Bundesliga und erzielte zwei Tore. 1995 wechselte er zum 1. FC Kaiserslautern. Dort erlitt er in der Saisonvorbereitung bei einem privaten Fußballspiel einen Bänderriss und fiel monatelang aus. Danach konnte er sich jedoch nicht durchsetzen und spielte nur vier Mal in der Bundesliga sowie im DFB-Pokal-Halbfinale. Beim Sieg im Pokalfinale stand er nicht im Kader. Nach nur einem Jahr verließ Kern den Verein wieder. Er schloss sich dem Zweitligisten VfB Leipzig an. Dort kam er in zwei Jahren auf 23 Einsätze in der 2. Liga, dann stieg Leipzig 1998 ab. Von 1999 bis 2002 spielte Kern drei Jahre lang in der Landesliga bei VfL Pirna-Copitz. Anschließend ließ er seine Karriere beim Bezirksligisten BSV 68 Sebnitz ausklingen.

### Auswahleinsätze
In der Saison 1985/86 zählt der Dynamo-Kicker zum Kreis der U-16-Auswahl der DDR. Mit dieser Auswahl belegte er in Griechenland bei der Jugend-EM den 4. Platz.
Zwischen 1986 und 1988 gehörte er zum Aufgebot der Juniorennationalteams der DDR. Aufgrund der über zwei Jahre und damit auch zwei Altersstufen ausgetragenen U-18-EM 1988 und der vorgelagerten Qualifikation sind seine Spiele in diesem Wettbewerb zunächst in der U-17 und dann in der U-18 notiert. Das Endrundenturnier in der ČSSR schloss die Juniorennationalelf der DDR als Dritter ab, was die Qualifikation für die darauffolgende U-20-WM bedeutete. Kern wurde im Fachblatt fuwo für seine Leistungen nach Startproblemen gelobt: „Nach anfänglichen Schwierigkeiten, sichtlicher Nervosität steigerte sich der Libero zusehends. Der zweite ruhende Pol in unserer Abwehr. Mit seiner vorbildlichen Einsatzbereitschaft ein Kapitän vom Scheitel bis zur Sohle.“
Mit der daraufhin wiederbelebten U-20-Auswahl des DFV nahm der Spielführer des Teams an der Juniorenweltmeisterschaft 1989 in Saudi-Arabien teil. Die Mannschaft um den Dresdner Libero musste dabei bereits in der Vorrunde die Segel streichen.
1989 wurde Kern in die ostdeutsche Olympiaauswahl berufen, mit der er mehrere Test- und drei offizielle Länderspiele bestritt. Noch vor Beginn der Qualifikationsspiele für Olympia 1992 wurde die Mannschaft im Zuge der deutschen Wiedervereinigung zurückgezogen. Später lief der Dynamo-Akteur noch in vier U-21-Länderspielen für die gesamtdeutsche Nachwuchsauswahl auf.

## Trainerlaufbahn
Nach seiner aktiven Karriere arbeitete Kern als Trainer bei den unterklassigen Vereinen BSV Sebnitz, SG Motor Wilsdruff und zuletzt SV Bannewitz, wo er im Dezember 2008 beurlaubt wurde. Von Juli 2009 bis Oktober 2010 trainierte Mario Kern erneut die Bezirklasse-Mannschaft des BSV 68 Sebnitz.

## Weiterer Werdegang
Nach seiner Laufbahn als Profifußballer arbeitete Kern als Physiotherapeut, hat sich dabei mit einer Praxis selbstständig gemacht.

## Trivia
Sein Vater Joachim spielte ebenfalls in der DDR-Oberliga.